# KZ-Friedhof Neckargartach

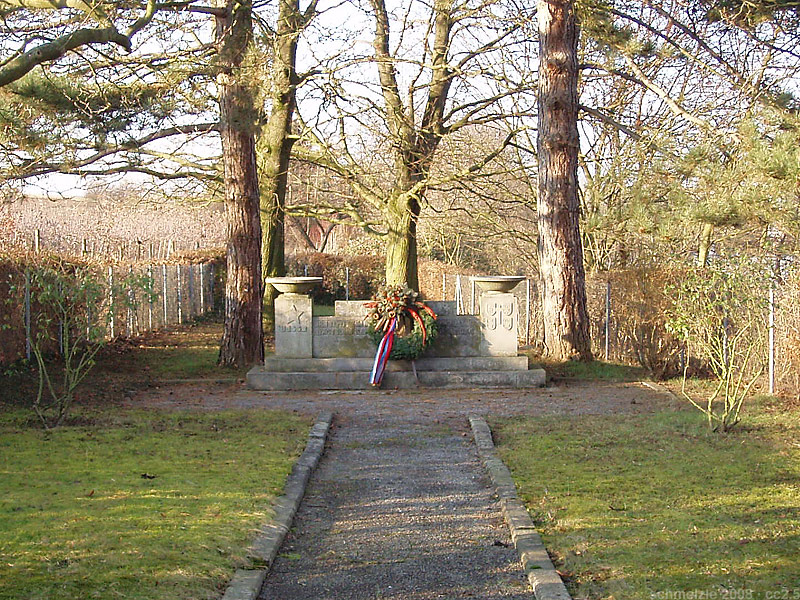
Blick zum Ehrenmal im KZ-Friedhof Neckargartach

Der KZ-Friedhof Neckargartach in Heilbronn-Neckargartach ist eine Gedenkstätte zur Ehrung der KZ-Häftlinge, die im KZ Neckargartach starben. Sie entstand unweit des KZ Neckargartach am Ort des Massengrabs, in dem die Überreste der meisten verstorbenen KZ-Häftlinge verscharrt worden waren.

## Lage
Der KZ-Friedhof befindet sich auf einer Anhöhe westlich der Böllinger Straße. Er liegt zwischen einer Gebäudezeile an der Böllinger Straße und einer Ackerfläche. Südlich benachbart ist eine Kleingartenanlage. Zwischen den Gebäuden Böllinger Straße 43 und 45 weist ein Schild KZ-Friedhof auf die Gedenkstätte hin. Hier zweigt ein kurzer schmaler Fußweg rechtwinklig von der Straße ab. An dessen Ende führt eine Treppe auf die Anhöhe.

## Entstehung und Gestaltung
Schon nach dem Ende des Zweiten Weltkriegs fand sich in Neckargartach eine Bürgerinitiative zusammen, die eine Friedhofsanlage am Ort des Massengrabs einrichten wollte. Initiatoren waren der Kommunist Willy Hagner, der Sozialdemokrat Richard Heller und der evangelische Pfarrer Albrecht Schink. Ein KZ-Friedhofsausschuss wurde gebildet. Im Frühjahr 1946 wurde eine Spendensammlung unter der Neckargartacher Bevölkerung und bei jenen Firmen durchgeführt, für die die KZ-Häftlinge gearbeitet hatten. Mit dem gespendeten Geld ließ die Bürgerinitiative im März und April 1946 die Friedhofsanlage gestalten.

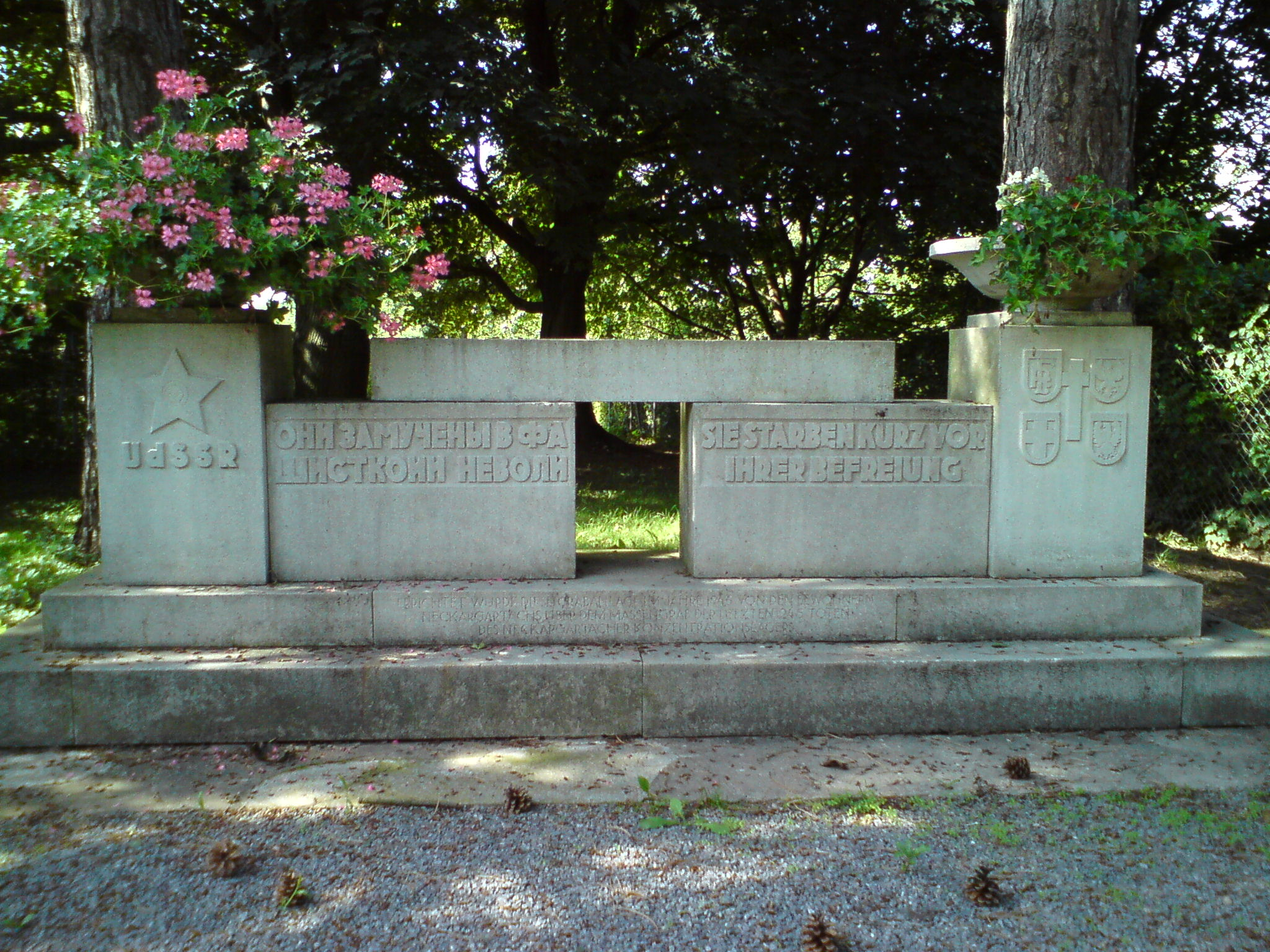
Das Ehrenmal

Zuerst wurden die Gräber mit einer höheren Erdschicht bedeckt. Dann wurde ein Denkmal nach einem Entwurf von Heinrich Schmutz aus Bruchsteinen der gesprengten Neckargartacher Neckarbrücke erbaut. Es trägt links eine Inschrift in russischer Sprache (Übersetzung: „Sie wurden zu Tode gequält in der faschistischen Gefangenschaft“) und rechts eine Inschrift in deutscher Sprache: „Sie starben kurz vor ihrer Befreiung“.
Die fertige Friedhofsanlage wurde am 22. Dezember 1946 feierlich an die Stadt übergeben. Im Jahr 1962 erhielt sie ringsum einen Zaun und am Eingang ein schmiedeeisernes Tor.
Hinter dem Eingangstor ist auf beiden Seiten des Weges jeweils eine bronzene Tafel aufgestellt. Die erste Tafel wurde auf Veranlassung des Stadtrats Wolf Theilacker im Jahr 1982 aufgestellt. Sie informiert über das KZ Neckargartach und den KZ-Friedhof.
1986 kam die zweite Gedenktafel hinzu. Auf ihr sind die Namen der damals bekannten Toten zu lesen, die in dem Massengrab bestattet wurden.